# Pavel Nedvěd
Pavel Nedvěd (Cheb, 30 de agosto de 1972) é um ex-futebolista tcheco que atuava como meio-campista.
Apelidado de “Mago Tcheco” ou "Canhão Tcheco", é conhecido por ter sido um dos maiores jogadores da história de seu país. Entre 2012 e 2022, fez parte da diretoria da Juventus, onde também marcou época em seu tempo de atleta. Foi vice-presidente do clube entre 2015 e 2022, quando renunciou ao cargo.

## Carreira

### Dukla Praga e Sparta Praga
Pavel Nedvěd começou sua carreira no Dukla Praga aos 21 anos, ficou um ano no clube e logo foi para o Sparta Praga onde conseguiu destaque ganhando o Campeonato Tchecoslovaco de 1992–93, o Campeonato Tcheco de 1993–94 e 1994–95, e a Copa da República Tcheca de 1996. Também ficou conhecido na Europa quando participou da Eurocopa de 1996, onde os tchecos perderam para a Alemanha na final da competição. Em meio aos grandes jogos, o desempenho de Nedvěd não iria passar despercebido. O PSV Eindhoven, da Holanda, já tinha um acerto verbal com o atleta, mas, com uma investida da Lazio, o jogador decidiu se transferir para o clube italiano.

### Lazio
Ao lado de grandes jogadores, Nedvěd marcou época na Lazio. O meia foi protagonista dos títulos da Copa da Itália (1997–98 e 1999–00), do Campeonato Italiano (1999–00) e da Recopa Europeia (1998–99), quando marcou o gol da vitória dos Biancocelestis por 2 a 1 diante do Mallorca.

### Juventus
Assim, com sucesso em um país mais tradicional no futebol, as grandes equipes do mundo foram atrás do futebol do tcheco. Pela quantia de 41 milhões de euros, Nedvěd deixou a Lazio e acertou com a Juventus em julho de 2001. Ele foi contratado para substituir nada mais nada menos que o francês Zinédine Zidane, que havia deixado a equipe de Turim e assinado com o Real Madrid.
Nedvěd inicialmente estaria disponível para atuar na final da Liga dos Campeões da UEFA de 2002–03, mas acabou sendo forçado a ficar de fora devido ao acúmulo de cartões amarelos; sem o meia tcheco, a Juventus perdeu para o Milan na disputa por pênaltis. Ainda assim, no final do ano Nedvěd superou nomes como Zidane e Thierry Henry e conquistou o prêmio individual mais respeitado na Europa, a Ballon d'Or entregue pela revista France Football.

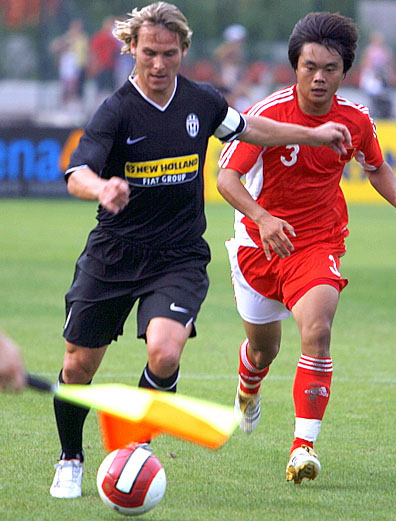
Nedvěd atuando pela Juventus em 2007. Ele é amplamente considerado um dos maiores ídolos do clube italiano.

Após o escândalo da Serie A 2006, também conhecido como Calciopoli, a Juventus foi rebaixada e caiu para a Serie B; com isso, o futuro de Pavel Nedvěd e outros jogadores foi colocado em dúvida. Apesar de diversas saídas, como as de Fabio Cannavaro e Lilian Thuram, nomes como Nedvěd, Alessandro Del Piero, Gianluigi Buffon e David Trezeguet encerraram os rumores e continuaram no clube de Turim. No entanto, a temporada viria a ser um pouco tumultuada para o tcheco. Com apenas um ano de contrato assinado, ele disse que poderia se aposentar do futebol completamente no final da temporada. Ele repetiu esta ameaça após uma proibição de cinco jogos decorrentes de um cartão vermelho recebido no dia 1 de dezembro. Nedvěd ficou, a Juventus conquistou a Serie B Italiana e conseguiu voltar para Serie A.
Durante a temporada de 2007–08, Nedvěd jogou com frequência para os bianconeri, atuando como um meia-esquerda e distribuindo assistências. No entanto, ele não foi isento de controvérsias. O tcheco teve o destaque negativo de lesionar Luís Figo, meio-campista da Internazionale, o que resultou em uma cirurgia na perna do jogador português.
Nedvěd fazia uma boa temporada pela Juventus, mas só balançou as redes duas vezes. Durante a disputa da Serie A, o jogador tcheco teve uma pequena lesão, deixando-o de fora por cerca de um mês. Ele chegou a ser especulado em um clube japonês, o Júbilo Iwata, em maio de 2008, mas os rumores foram rapidamente esquecidos quando Pavel assinou uma extensão de contrato até junho de 2009.
O meio-campista marcou seu primeiro gol na Serie A de 2008–09 em um empate de 1 a 1 com a Fiorentina. Ele também balançou as redes duas vezes contra o Bologna, garantindo a vitória da Juventus por 2 a 1. No dia 26 de fevereiro de 2009, Nedvěd anunciou que iria se aposentar no final da temporada.
No último jogo da carreira disputado em Turim contra a Lazio, Nedvěd teve atuação mais do que regular, dando assistência para o segundo gol de Vincenzo Iaquinta, finalizando muito ao gol, acertando inclusive a trave e dando muito trabalho ao goleiro adversário. O meia tcheco foi ovacionado pelas duas torcidas ao ser substituído pelo volante Tiago perto do final da partida, e a torcida bianconeri levou uma faixa escrito "Grazie Pavel".

### "Retorno" aos gramados
Após oito anos sem jogar profissionalmente, Nedvěd deixou a aposentadoria de lado em setembro de 2017 e assinou com o FK Skalnà, time da sétima divisão tcheca. No entanto, aos 45 anos, o jogador só atuou em uma partida.

## Estatísticas
| Clube             | Temporada         | Campeonato nacional | Campeonato nacional | Copas Nacionais* | Copas Nacionais* | Copas Internacionais** | Copas Internacionais** | Total | Total |
| Clube             | Temporada         | Jogos               | Gols                | Jogos            | Gols             | Jogos                  | Gols                   | Jogos | Gols  |
| ----------------- | ----------------- | ------------------- | ------------------- | ---------------- | ---------------- | ---------------------- | ---------------------- | ----- | ----- |
| Dukla Praga       | 1991–92           | 19                  | 3                   | 0                | 0                | 0                      | 0                      | 19    | 3     |
| Dukla Praga       | Total             | 19                  | 3                   | 0                | 0                | 0                      | 0                      | 19    | 3     |
| Sparta Praha      | 1992–93           | 18                  | 0                   | 0                | 0                | 5                      | 0                      | 23    | 0     |
| Sparta Praha      | 1993–94           | 23                  | 3                   | 0                | 0                | 4                      | 0                      | 27    | 3     |
| Sparta Praha      | 1994–95           | 27                  | 6                   | 0                | 0                | 2                      | 0                      | 29    | 6     |
| Sparta Praha      | 1995–96           | 30                  | 14                  | 0                | 0                | 8                      | 5                      | 38    | 19    |
| Sparta Praha      | Total             | 98                  | 23                  | 0                | 0                | 19                     | 5                      | 117   | 28    |
| Lazio             | 1996–97           | 32                  | 7                   | 3                | 1                | 3                      | 2                      | 38    | 10    |
| Lazio             | 1997–98           | 26                  | 11                  | 6                | 2                | 11                     | 2                      | 43    | 15    |
| Lazio             | 1998–99           | 21                  | 1                   | 5                | 1                | 8                      | 4                      | 34    | 6     |
| Lazio             | 1999–00           | 28                  | 5                   | 6                | 1                | 13                     | 1                      | 47    | 7     |
| Lazio             | 2000–01           | 31                  | 9                   | 4                | 1                | 10                     | 3                      | 45    | 13    |
| Lazio             | Total             | 138                 | 33                  | 24               | 6                | 45                     | 12                     | 207   | 51    |
| Juventus          | 2001–02           | 32                  | 4                   | 4                | 0                | 7                      | 0                      | 43    | 4     |
| Juventus          | 2002–03           | 29                  | 9                   | 2                | 0                | 15                     | 5                      | 46    | 14    |
| Juventus          | 2003–04           | 30                  | 6                   | 5                | 0                | 6                      | 2                      | 41    | 8     |
| Juventus          | 2004–05           | 27                  | 7                   | 1                | 0                | 10                     | 3                      | 38    | 10    |
| Juventus          | 2005–06           | 33                  | 5                   | 5                | 0                | 8                      | 2                      | 46    | 7     |
| Juventus          | 2006–07           | 33                  | 11                  | 3                | 1                | 0                      | 0                      | 36    | 12    |
| Juventus          | 2007–08           | 31                  | 2                   | 2                | 1                | 0                      | 0                      | 33    | 3     |
| Juventus          | 2008–09           | 32                  | 7                   | 3                | 0                | 9                      | 0                      | 44    | 7     |
| Juventus          | Total             | 247                 | 51                  | 25               | 2                | 55                     | 12                     | 327   | 65    |
| FK Skalnà         | 2017–18           | 1                   | 0                   | 0                | 0                | 0                      | 0                      | 1     | 0     |
| FK Skalnà         | Total             | 1                   | 0                   | 0                | 0                | 0                      | 0                      | 1     | 0     |
| Total na carreira | Total na carreira | 503                 | 110                 | 49               | 8                | 119                    | 29                     | 670   | 147   |

- (*) Copa da República Tcheca, Copa da Itália e Supercopa da Itália
- (**) Recopa Europeia, Copa da UEFA, Liga dos Campeões da UEFA e Supercopa da UEFA

## Títulos
Sparta Praga
- Copa da República Tcheca: 1996
- Campeonato Tcheco: 1993–94 e 1994–95
- Campeonato Tchecoslovaco: 1992–93

Lazio
- Copa da Itália: 1997–98 e 1999–00
- Supercopa da Itália: 1998 e 2000
- Taça dos Clubes Vencedores de Taças: 1998–99
- Supercopa da UEFA: 1999
- Serie A: 1999–00

Juventus
- Serie A: 2001–02 e 2002–03
- Supercopa da Itália: 2002 e 2003
- Serie B: 2006–07

### Prêmios individuais
- Melhor jogador Tcheco do ano: 1998, 2000, 2001, 2003, 2004 e 2008
- Melhor meio-campista da Liga dos Campeões da UEFA: 2002–03
- Jogador do Ano da Serie A: 2003
- Jogador Estrangeiro do Ano da Serie A: 2003
- Guerin d'Oro: 2003
- Equipe do Ano da UEFA: 2003, 2004 e 2005
- Ballon d'Or: 2003[16]
- Melhor Jogador do Mundo pela World Soccer: 2003
- FIFA 100: 2004[17]